# Tembuku
Tembuku ist ein indonesischer Distrikt (Kecamatan) im balinesischen Regierungsbezirks Bangli. Der Binnendistrikt grenzt im Westen und Norden an den Kecamatan Bangli, im Osten an den Kecamatan Redang (Kab. Karangasem) und im Süden an den Kecamatan Banjarangkan (Kab. Klunkung).

## Verwaltungsgliederung
Der Distrikt gliedert sich in sechs Dörfer ländlichen Typs (Desa).
| Kode PUM 1    | Dorf         | Fläche (km²) Ende 2021 | Einwohner Census 2010 | Einwohner Ende 2020 | Einwohner Ende 2021 | Dichte Einw. pro km² |
| ------------- | ------------ | ---------------------- | --------------------- | ------------------- | ------------------- | -------------------- |
| 51.06.03.2001 | Jehem        | 10,31                  | 7.354                 | 8.707               | 8.342               | 809,12               |
| 51.06.03.2002 | Tembuku      | 6,11                   | 4.171                 | 5.554               | 5.338               | 873,65               |
| 51.06.03.2003 | Yangapi      | 13,60                  | 7.572                 | 10.370              | 9.641               | 708,90               |
| 51.06.03.2004 | Undisan      | 2,96                   | 3.093                 | 4.500               | 4.201               | 1.419,26             |
| 51.06.03.2005 | Bangbang     | 3,29                   | 3.774                 | 5.457               | 5.134               | 1.560,49             |
| 51.06.03.2006 | Peninjoan    | 13,14                  | 7.842                 | 11.214              | 10.723              | 816,06               |
| 51.06.03      | Kec. Tembuku | 49,41                  | 33.806                | 45.802              | 43.379              | 877,94               |
Ergebnisse aus Zählung: 2010 und Fortschreibung 2020 und 2021

## Bevölkerung

### Bevölkerungsentwicklung der letzten drei Halbjahre
| Datum      | Fläche (km²) | Einwohner | männlich | weiblich | Dichte (Einw./km²) | Sex Ratio (m*100/w) |
| ---------- | ------------ | --------- | -------- | -------- | ------------------ | ------------------- |
| 31.12.2020 | 49,41        | 45.802    | 23.060   | 22.742   | 927,0              | 101,4               |
| 30.06.2021 | 49,41        | 45.893    | 23.117   | 22.776   | 928,8              | 101,5               |
| 31.12.2021 | 49,00        | 43.379    | 21.996   | 21.383   | 885,3              | 102,9               |
Fortschreibungsergebnisse